# Гавришовка (Днепропетровская область)
Гавришовка (укр. Гавришівка) — село,
Пролетарский сельский совет,
Магдалиновский район,
Днепропетровская область,
Украина.
Код КОАТУУ — 1222386802. Население по переписи 2001 года составляло 55 человек.

## Географическое положение
Село Гавришовка находится в 2-х км от правого берега канала Днепр — Донбасс, на расстоянии в 4,5 км от села Лычково.
Рядом проходят автомобильная дорога Т-0412 и железная дорога, станция Бузовка в 4,5 км.